# Pyrilia vulturina
El lorito vulturino (Pyrilia vulturina) es un loro neotropical endémico de los bosques húmedos y las zonas aledañas de la zona oriental del Amazonas, en Brasil.

## Taxonomía
Hasta hace pocos años, el lorito vulturino era considerado parte del género Pionopsitta, que en la actualidad abarca únicamente al lorito carirrojo. En el año 2002, varias aves que hoy se sabe que eran ejemplares jóvenes de loritos vulturinos fueron clasificadas como una nueva especie, el loro Pyrilia aurantiocephala. 

## Descripción
El lorito vulturino tiene una longitud total de 24 cm. Tiene una cola corta y de forma cuadrada; el color de su plumaje es verde con ribetes azules en el vientre. La zona del pecho es de color marrón oliváceo. Las partes bajas de las alas son de color rojo brillante y cuando se posa puede apreciarse un patrón anaranjado sobre los hombros. La parte baja de la cola es amarilla con una punta azulada, que parece negra cuando se la coloca contra la luz. La parte posterior de las alas y las puntas son de un tono negro azulado, lo que hace que las demás partes de las alas parezcan oscuras cuando está en vuelo. Su característica más visible, sin embargo, es su cabeza, de color negra, anaranjada y rosada, limitada por un collar de plumas amarillas y otro de plumas negras. La cabeza calva, similar a la de un buitre, es la que le d a su nombre. Los pichones tienen la cabeza de un tono más verdoso.

## Comportamiento
Se conocen pocos datos sobre su comportamiento, pero se cree que la cabeza calva es una adaptación biológica para evitar que sus plumas queden pegadas con las frutas pegajosas cuando se alimentan. También hay registros de que estas aves se alimentan de semillas y de bayas.